# 西日本

西日本

西日本，是對日本進行大地理區分時使用的詞語，泛指日本列島西半部地區，對應詞為東日本。但在日本法律中不見使用，範圍亦不明確。
一些大型公司會以東日本及西日本為業務區劃，例如日本電信電話的固網業務分為NTT東日本及NTT西日本。

## 範圍
通常指的是近畿以西、狹義的範圍包括中國、四國、九州3地方，廣義的包括中部地方以西。在地質学上指的則是糸魚川静岡構造線以西。